# Masachika Shimose
Masachika Shimose (jap. 下瀬 雅允 Shimose Masachika; ur. 8 stycznia 1860 w Hiroszimie, zm. 6 września 1911) – japoński chemik, wynalazca materiału wybuchowego nazwanego od jego nazwiska szimoza.

## Życiorys
Urodził się w Hiroszimie jako syn samuraja. W 1878 roku wstąpił do Kōbu Daigakkō (dosł. Cesarska Szkoła Inżynierska), gdzie już jako student był wraz z jednym z wykładowców, profesorem Edwardem Diversem, współautorem publikacji w czasopiśmie „Chemical News”. Studia ukończył w 1884 roku.
Po studiach pracował najpierw w drukarni ministerstwa finansów, a następnie w zakładach zbrojeniowych Japońskiej Cesarskiej Marynarki Wojennej, gdzie rozpoczął prace badawcze nad nowymi typami materiałów wybuchowych. W 1888 roku opracował bardzo silny materiał wybuchowy, nazwany od jego nazwiska szimozą, który w roku 1893 został wprowadzony do uzbrojenia Marynarki. W 1898 roku podróżował po świecie, rok później otrzymał doktorat w dziedzinie inżynierii i został dyrektorem fabryki produkującej szimozę, gdzie kontynuował swoje doświadczenia.
W 1908 roku został członkiem Teikoku Gakushi-in (Cesarskiej Akademii Japonii).
Zmarł 6 września 1911 roku.